# بنت وولمار
بنت وولمار ، من مواليد 8 أغسطس 1937، لاعب كرة قدم دنماركي سابق.
لعب مع منتخب الدنمارك لكرة القدم.

## وصلات خارجية
- بنت وولمار على موقع قاعدة بيانات كرة القدم.إي يو (الإنجليزية)
- بنت وولمار على موقع ناشيونال فوتبول تيمز (الإنجليزية)